# 전조 (음악)

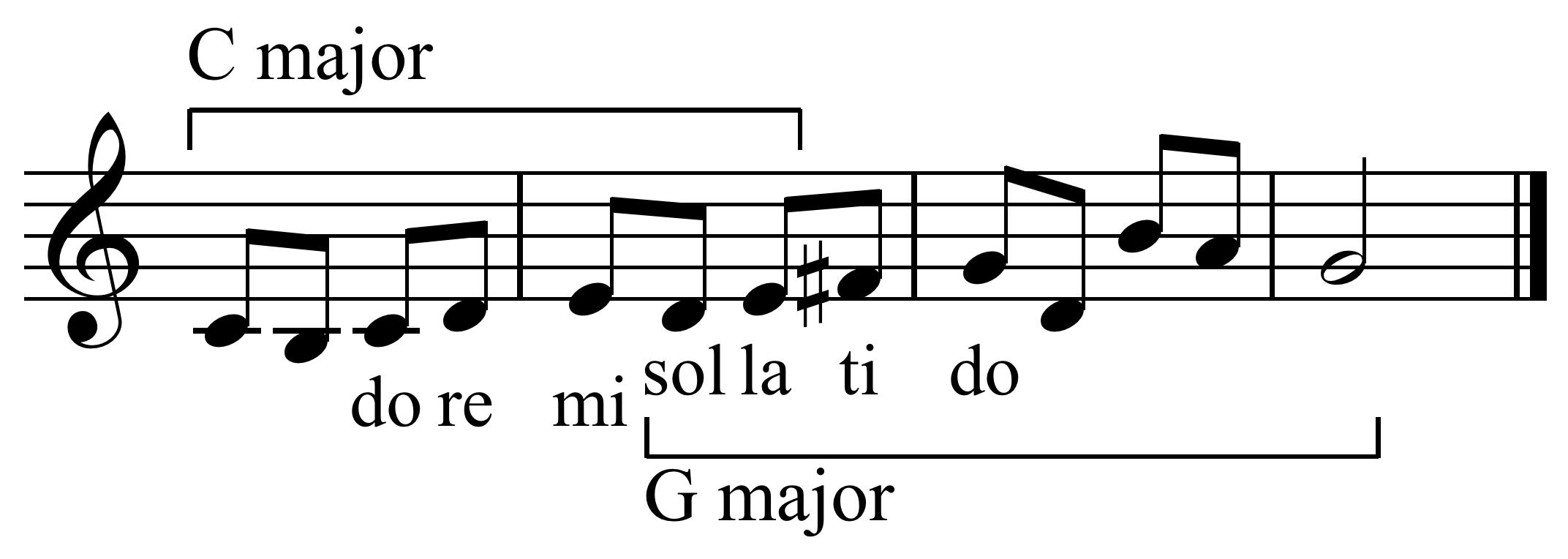
본래 으뜸음에서 딸림음 조로의 전조 예시.

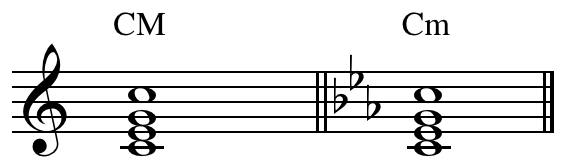
조표 변경 예시: 다장조에서 다단조 조표로 변경

음악에서  또는 전조 (轉調), 변조 (變調), 조바꿈 혹은 모듈레이션 (영: Modulation)은 한 조성에서 다른 조성으로의 변경을 나타낸다. 이는 조표의 변경으로 진행될 수도 있고 그렇지 않을 수도 있다. 전조는 많은 곡의 구조나 형태를 명확하게 표현하거나 만들어낼 뿐만 아니라, 흥미도 더할 수 있다. 
전조는 예술의 핵심입니다. 전조가 없다면 음악은 있을 수 없습니다. 곡의 진정한 아름다움은 그것이 포용하는 수많은 고정된 선법에서 비롯되는 것이 아니라, 전조의 미묘한 구조에서 비롯되기 때문입니다.— 샤를 앙리 블랭빌 (Charles-Henri Blainville) (1767)

어느 정도의 길이를 갖는 음악작품이 처음부터 끝까지 같은 조로 쓰인 일은 거의 없다. 왜냐하면 이러한 구성의 곡은 음향적 통일은 있어도 변화, 대조라고 하는 음악뿐 아니라 예술 일반의 근본원리가 결여되어 있기 때문이다. 이와 같은 경우 통일이라기보다 도리어 단조롭다고 하겠는데, 다양한 것이 있고서야 비로소 통일이 성립되는 것이다. 따라서 음악작품은 어떤 한 조로 시작하여 다른 조로 이행(移行)하고, 다시 처음의 조로 돌아오는 것을 일반원칙으로 하고 있다.
전조는 음악작품의 구성에서 없어서는 안 되는 것이다. 그리고 한 곡의 처음과 마지막을 마무리하여 곡에 통일감을 가져오는 조성을 으뜸조라고 한다. 따라서 어떤 곡을 가령 사장조의 곡이라고 할 때 이 곡의 으뜸조가 사장조라는 것뿐, 반드시 곡 전체가 사장조로 됐다는 뜻은 아니다. 조바꿈에는 3종의 방법이 있는데, 각각 '온음계 조바꿈', '반음계 조바꿈', '딴이름한소리 조바꿈'이라고 한다.

## 요건
화성법 : 준 으뜸화음, 변조 딸림화음, 피벗 코드
선율법 : 준 으뜸음 또는 전략적으로 배치된 이끎화음의 규모를 알아볼 수 있는 부분
미터법 및 리듬법: 미터법으로 강조된 박자에 준으뜸화음과 변조 딸림화음, 두드러진 피벗 코드
준 으뜸화음은 전조에 의해 확립된 새로운 조의 으뜸화음이다. 변조 딸림화음은 준으뜸화음의 딸림화음다. 피벗 코드는 변조 딸림화음의 딸림화음이며, 으뜸화음과 준으뜸화음의 조성에 공통되는 화음다. 예를 들어, 딸림화음으로 변조 시, ii/V–V/V–V는 피벗 코드, 변조 딸림화음, 그리고 준 으뜸화음이 될 수 다.

## 기보법
조표가 바뀔 때 기본적으로 겹세로줄 다음에 새로운 조표를 쓴다.
단, 전조 시 생략되는 기호가 있을 경우, 기본적으로 그 자리에 해당 기호를 취소해 주는 제자리표를 써준다. 아래는 라장조에서 바장조로 전조하는 예이다.

## 온음계 전조
하나의 화음은 보통 몇 개의 조에 소속할 수 있다. 예를 들면 다－마－사라는 화음은 다장조에서는 Ⅰ, 사장조에서는 Ⅳ, 바장조와 바단조에서는 Ⅴ, 마단조에서는 Ⅵ으로 된다. 온음계 조바꿈이라 함은 화음의 이와 같은 성질을 이용하여 어떤 조의 화음을 다른 조의 화음으로 바꾸어 읽어 조바꿈하는 것이다. 

## 반음계 전조
온음계 조바꿈이 2개의 조에 공통하는 화음에 의하여 이행하여 간 데 대하여, 반음계 조바꿈은 그와 같은 공통화음을 조바꿈의 수단으로 쓰지 않고 변화화음에 의하여 조바꿈한다 이 종류의 조바꿈은 만약 극히 짧은 구간에서 잇달아 조바꿈되면 부속화음을 삽입했을 때와 구별하기 어려워진다.

## 이명동음 전조
화음을 이명동음으로 다른 조의 화음으로 바꾸어 읽는 전조이다. 이명동음 전환은 감7화음이 가장 쉽기 때문에 실제 작품 속에서도 이 화음으로 된 엔하모닉 조바꿈이 비교적 많다. 또한  도펠도미난테에서 엔하모닉 전환하는 예도 적지 않다. 여하튼 딴이름한소리 조바꿈은 비교적 원격조(遠隔調)로 전환하는 것을 가능하게 하는 조바꿈 수단이다. 조바꿈은 앞서도 말한 바와 같이 곡의 음향적 변화와 통일을 다루는 것이지만 고전파·낭만파의 초기시대에는 단순히 그것뿐만 아니라 형식구성상의 의미도 가지고 있었다. 가장 단순한 경우는 으뜸조(제Ⅰ부)－딸림조(제Ⅱ부)－으뜸조(제Ⅲ부)라고 하는 조바꿈에 의해 곡의 각 부분을 조적(調的)으로도 정하고 있었다. 그러나 후기 낭만파가 되면 조옮김은 곡의 구성상의 의미로서가 아니라 조옮김 그 자체의 음향적 변화에 흥미의 중심을 두게 되어 그 결과 조옮김은 극히 짧은 시간 내에 몇 번이고 하게 된다. 따라서 조적 통일은 의미를 잃고 다만 곡의 시작과 끝을 고하는 의미밖에 없었다.
화성이 기능으로서가 아니라 음의 색채로서의 의미가 주안(主眼)으로 된다면 기능화성법의 존재이유는 없어진다. 기능화성법은 이와 같이 하여 20세기 초엽에 드뷔시, 쇤베르크, 스크랴빈 등 음악상의 혁명가들에 의해서 파괴되고 매장됐다.

## 악보소프트웨어
아래 그림처럼 악보 사보 프로그램 릴리폰드에서 기본적으로 전조 시 조표의 단일 내림표나 올림표가 각각 겹내림표나 겹올림표로 바뀔 때 해당 기호 자리에 제자리표가 표기되지 않고 반대의 경우에는 제자리표가 표기된다. 다음은 릴리폰드에서 내림가장조에서 내림바장조, 내림사장조 순으로 전조했을 경우를 나타낸 것이다.
악보 편집 프로그램 뮤즈스코어에서는 사용자가 직접 생성한 조성에서 전조 시 새로운 조표에 제자리표가 하나도 기보되지 않는 버그가 있다. 심지어는 새로운 조표에 내림표나 올림표가 없을 경우에도 마찬가지이다. 다음은 올림사장조를 직접 생성 후 다장조로 전조하는 예시이다.